# Série 55 SNCB et 1800 CFL
La série 55, à l'origine type 205 est un type de locomotive diesel de la Société nationale des chemins de fer belges (SNCB) formant avec la série 51 également construite au début des années 1960 la seconde génération des locomotives diesel de la SNCB.
La Société nationale des chemins de fer luxembourgeois (CFL) en a également fait l'acquisition sous l'intitulé série 1800 dans les années suivantes

## Histoire

### Genèse et construction
Les locomotives de la série 55 ont été mises en service entre 1961 et 1962.
Tout comme celles des séries 52 et 53, les motrices de la série 55 sont équipées d’un moteur  EMD 567 (en) conçu par General Motors. Cependant, elles sont munies d'une caisse construite par BN (et non par AFB). Par rapport au modèle précèdent, elles ne possèdent plus de nez ronds, trop sensibles à la corrosion, au profit d’une caisse anguleuse, plus facile à assembler
Vingt machines de cette série furent livrées en 1963 et 1964 aux Chemins de fer luxembourgeois. Revêtues de la livrée des CFL bordeaux et jaune, elles sont connues sous le nom de Série 1800 (lb).
Les locomotives série 62 seront fortement inspirées par les série 55 mais ces machines, moins puissantes et ne comportant que quatre essieux moteurs, seront surtout destinées aux lignes faciles et aux trains plus légers.

### SNCB

#### Transformations
Dans les années 1980, afin d'assurer le chauffage des voitures à voyageurs de dernière génération uniquement munies du chauffage électrique, notamment sur des trains internationaux entre Maastricht et Luxembourg via une section non électrifiée (lignes 42 et 43), il fut décidé de munir plusieurs locomotives de Série 55 d’un générateur électrique haute tension installé à la place de la chaudière à vapeur, solution qui avait déjà été essayée sur le prototype 5001. En effet, les fourgons-générateurs employés à cette tâche ne donnaient pas entière satisfaction et accusaient un âge déjà respectable.
Face au succès de cette formule, plusieurs autres série 55 (5505, 5510, 5515, 5519, 5523, 5529, 5531) furent converties de la sorte. Elles seront dénommées "55 Bleues" à cause de leur livrée.
En 1996, six locomotives sont équipées de la TVM 430 (5501, 5506, 5509, 5511, 5512 et 5514) pour pouvoir circuler sur la LGV entre Bruxelles et le Nord de la France. Elles sont désormais désignées 55 TVM et sont utilisées comme locomotives de secours pour pouvoir dépanner les trains à grande vitesse.
5 autres machines sont équipées de l'ATB (Hollandais) et du PZB (Allemand) en 2001 (5507, 5517, 5523, 5526 et 5533) afin d’assurer du trafic marchandises vers l'Allemagne et les Pays-Bas via le Rhin d’Acier. La 5523 perdit à cette occasion son générateur électrique. Cet équipement leur sera retiré en 2008 et installé à la place sur cinq locomotives de la série 77.

#### Carrière et services effectués
Ces locomotives ont été étudiées pour pouvoir remorquer des trains de voyageurs (par exemple, les internationaux vers Cologne) comme les trains de marchandises. Leur carrière en tête de trains de voyageurs sur les lignes 42 et 43 qui ont finalement été électrifiées a pris fin en 2003 et elles ont été uniquement affectées aux trains de marchandises.
En trafic marchandises, on pouvait les voir sur plusieurs dessertes
- Trains de conteneurs
- Trains de coke
- Trains de chaux
- Trains d'hydrocarbures
- Trains de charbon pour le Luxembourg
- Trains de voitures Ford (Genk - Suisse)
- Gremberg - Anvers
- Gremberg - Wembley
- Novarak - Genk-Goederen

En trafic voyageurs, elles assuraient notamment plusieurs dessertes et furent rapidement regroupées sur les lignes non électrifiées les plus difficiles (Ligne 42 et Ligne 43)
- Trains internationaux Maastricht - Genova entre Maastricht et Luxembourg
- Intercity Liers - Liège - Jemelle
- Trains auto-couchettes pour la France (St Raphaël, Narbonne)
- Interregio Liège - Luxembourg

Elles ne sont désormais plus utilisées que sur des trains de chantier et pour les dépannages sur LGV et une partie de la flotte a déjà été radiée et démolie.

## Caractéristiques

### Livrées

#### SNCB
- 1961-1962: Lors de leur mise en service, elles portaient une livrée vert foncé et jaune identique à celle des locomotives série 62. La caisse était peinte en vert foncé avec deux bandes jaunes. Une bande médiane sur les flancs disposée sous les hublots de la salle des machines puis descendant jusqu’aux phares avant de remonter en pointe au milieu des nez et une bande supérieure courant sous les grilles d’aération et les fenêtres latérales des cabines.
- 1970: La 205.027, en cours de réparation après un accident, reçut en 1970 la livrée "vert 1970" avec petits matricules à six chiffres, angles de la grosse bande jaune arrondis et simples phares. Elle conservera ses phares jusque 1975[6].
- 1971: Avec la renumérotation, les machines encore en livrée d’origine perdront leur motif en forme de pointe sur les nez au profit d’une bande horizontale surplombée par le matricule à quatre chiffres
- 1971-1976: Ces locomotives recevront toutes la livrée "vert 1970" à doubles phares sauf deux qui possédaient encore leur livrée d’origine en 1977. Quelques machines présentaient des variantes de cette livrée : la 5532 avait également des angles arrondis comme la 5527 et la 5501 ne possédait pas de fine ligne jaune sur les faces avant.
- 1976: La 5540 vit sa fine ligne jaune repeinte en orange quand elle fut équipée d’un générateur électrique pour le chauffage des trains.Cette ligne fut rapidement repeinte en bleu ciel et la 5542 fut également affublée d’une telle livrée.
- 1977-1999: Toutes revêtiront la livrée jaune de la SNCB, sauf celles munies du chauffage électrique qui reçurent une livrée bleu et jaune sans bandes diagonales au lieu de la livrée jaune et ont gardé cette livrée après la fin de leur utilisation en trafic voyageurs.
- Les six 55 TVM ont reçu une variante de la livrée jaune avec la fine ligne verte repeinte en rouge et ont récemment reçu la livrée 'new look' de la SNCB.

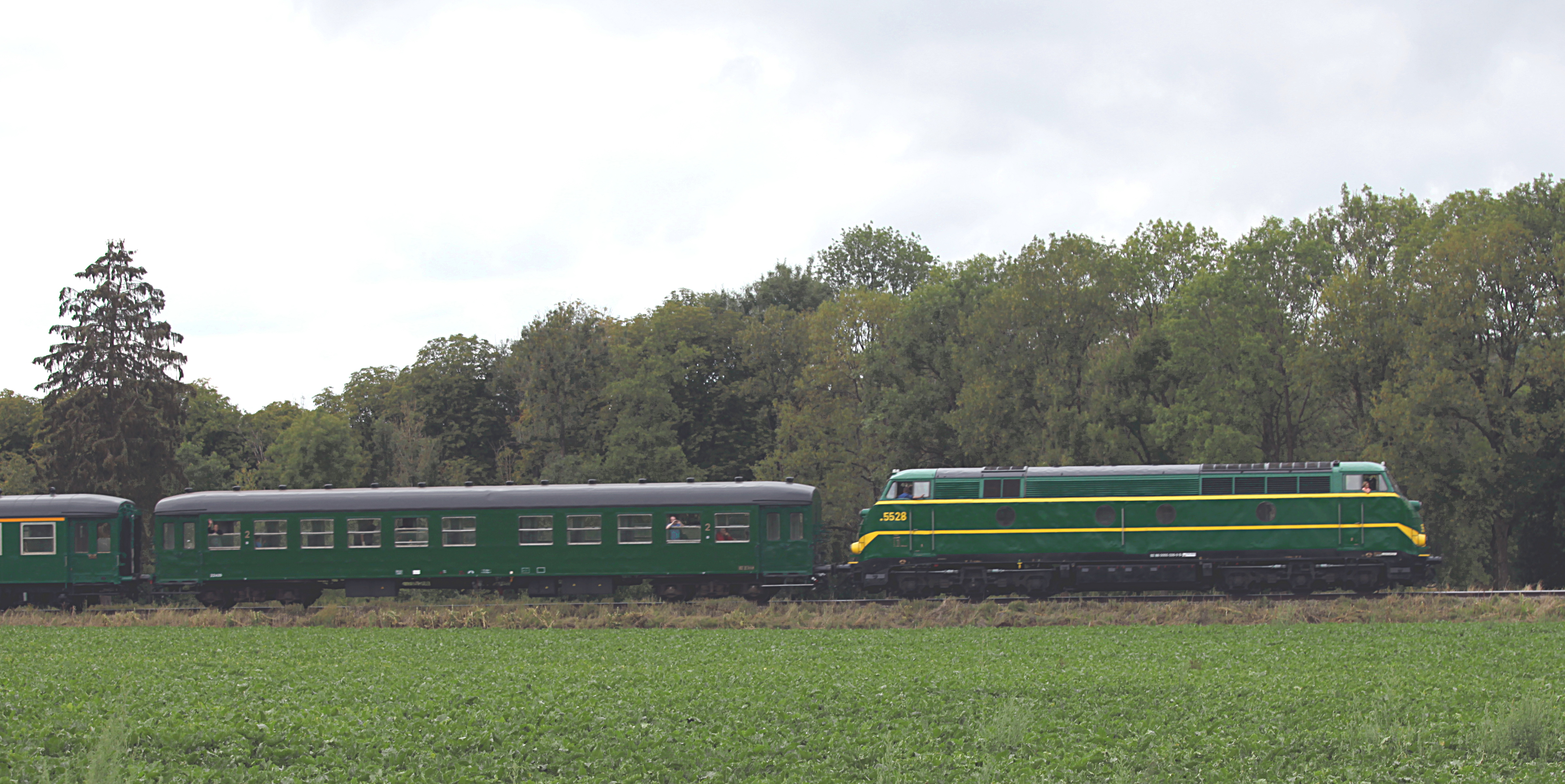
La locomotive 5528 ex SNCB, repeinte en livrée verte d'origine simplifiée, passe à Gemenne le 15/08/2018 lors du festival du Chemin de fer du Bocq.
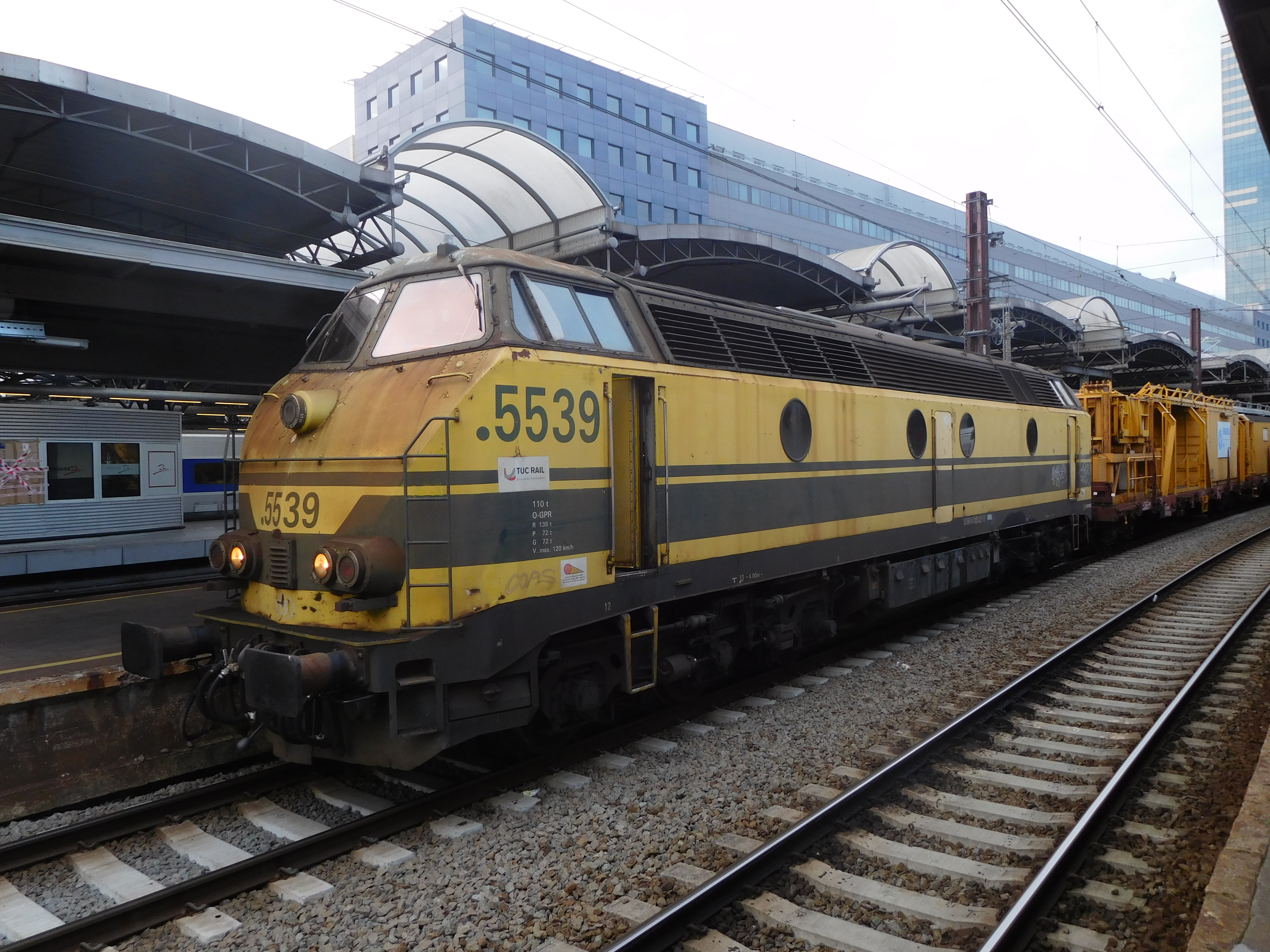
La 5539 en livrée jaune 1980 utilisée par Tuc Rail pour les trains de travaux.
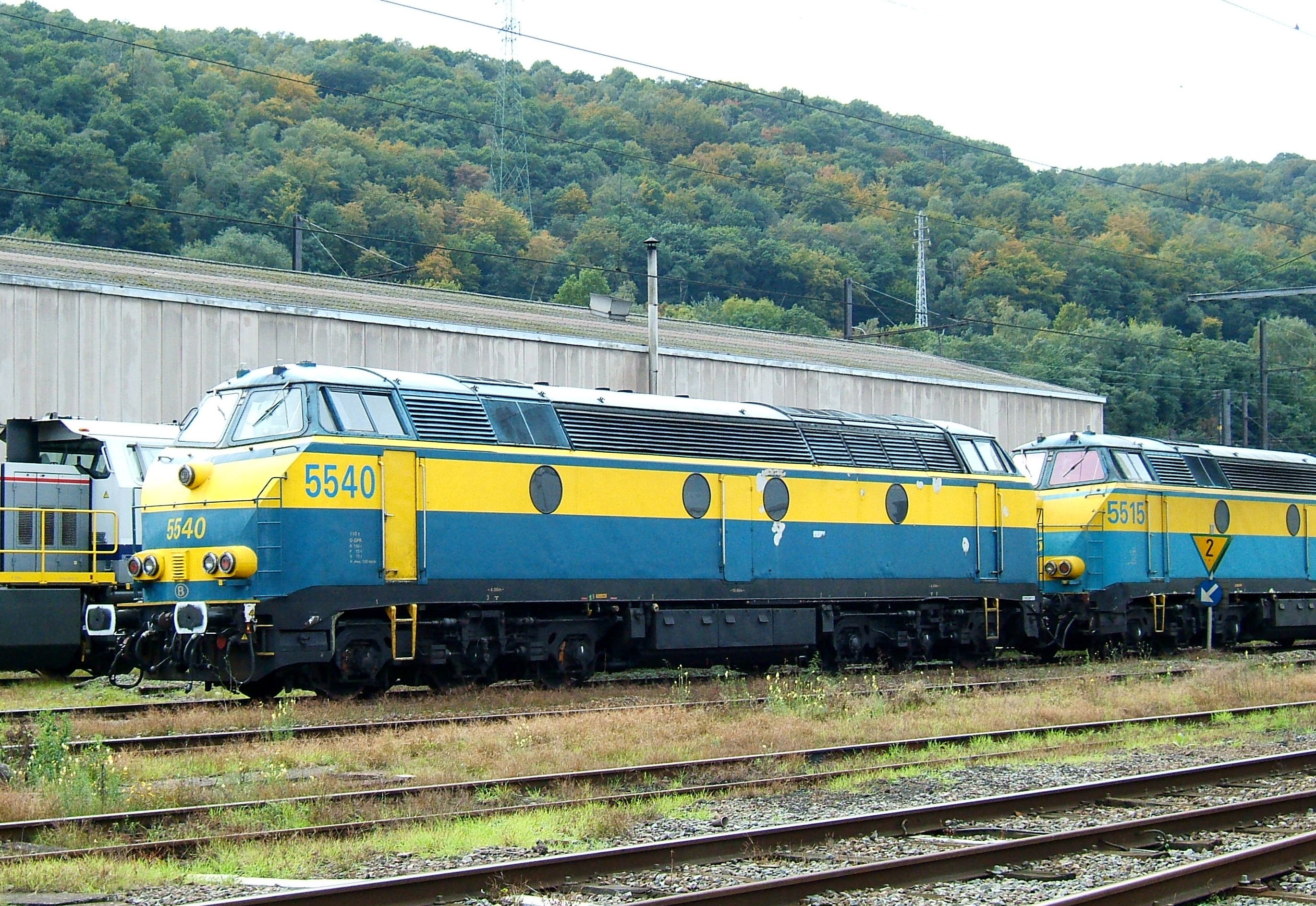
Deux machines en livrée bleue au dépôt de Kinkempois.
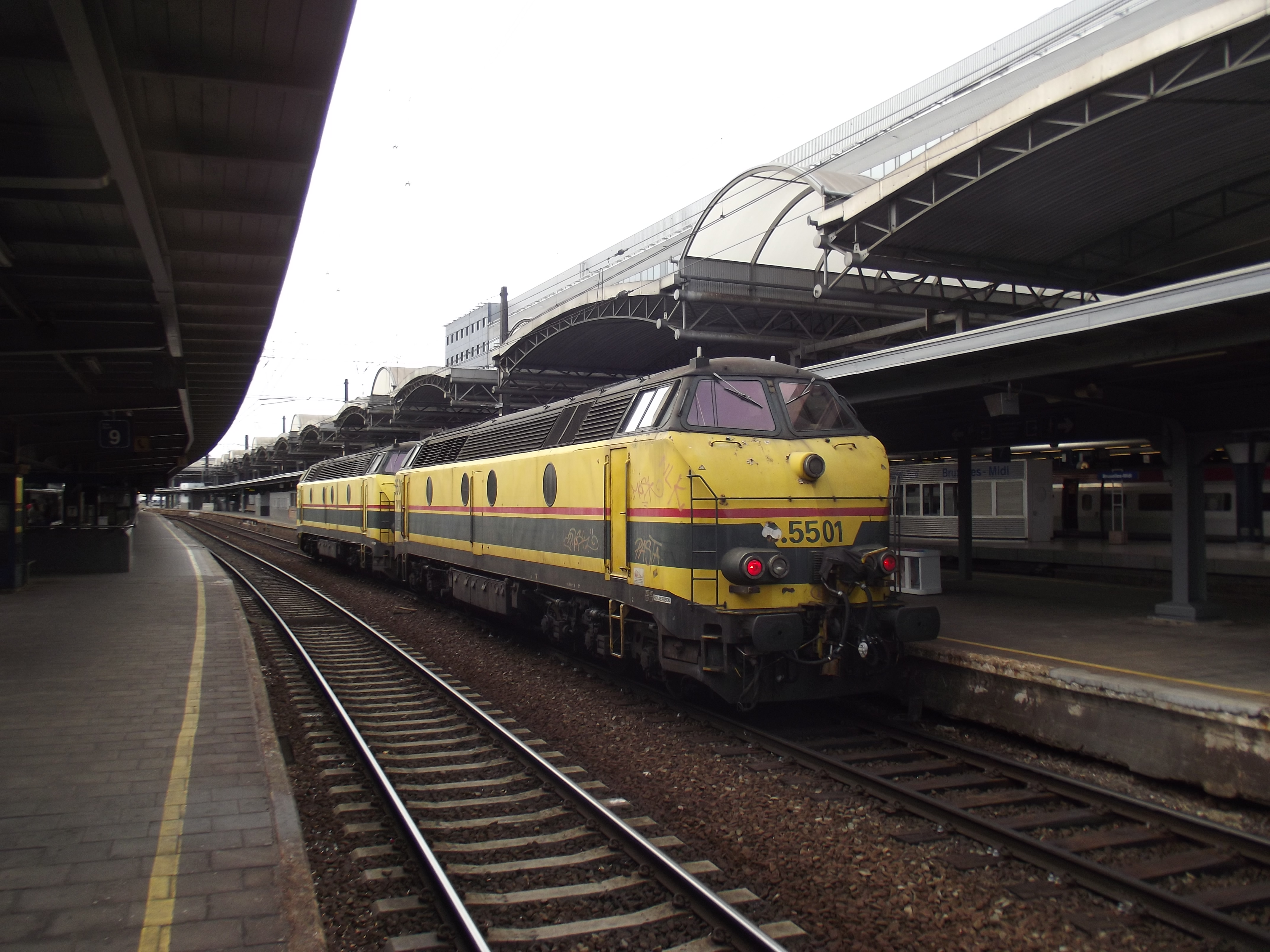
Deux 55 TVM en livrée jaune 1980 avec leur fine ligne repeinte en rouge, en gare de Bruxelles-Midi.
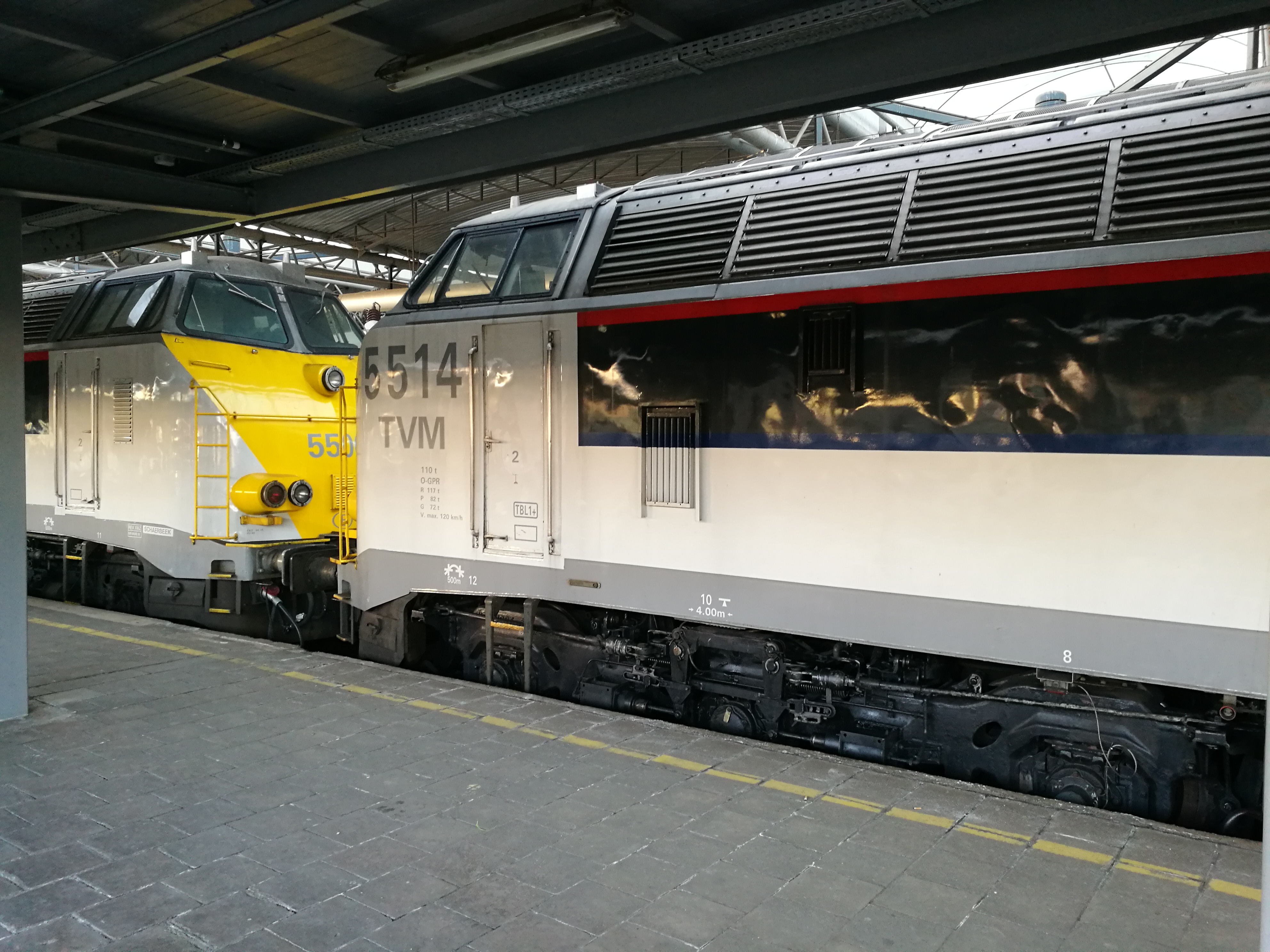
Deux 55 TVM en livrée "new look" à Bruxelles-Midi.

À l’origine, elles ne possédaient que deux feux à chaque extrémité. Pour obtenir un feu rouge, il fallait disposer un film rouge transparent dans les coquilles de phares. Par la suite, elles recevront des coquilles de phare doubles avec feux blancs et rouges disposés côte à côte.. Afin de circuler aux Pays-Bas ou en Allemagne, elles reçurent pour cela un troisième feu blanc sur les faces avant, disposé sous les cabines de conduite.

#### CFL
Les exemplaires des CFL furent habillés d'une livrée bordeaux et jaune similaire à la livrée jaune de la SNCB, à ceci près que les bandes jaunes se rejoignent en pointe courbée sur les nez, évitant ainsi les 3 phares.

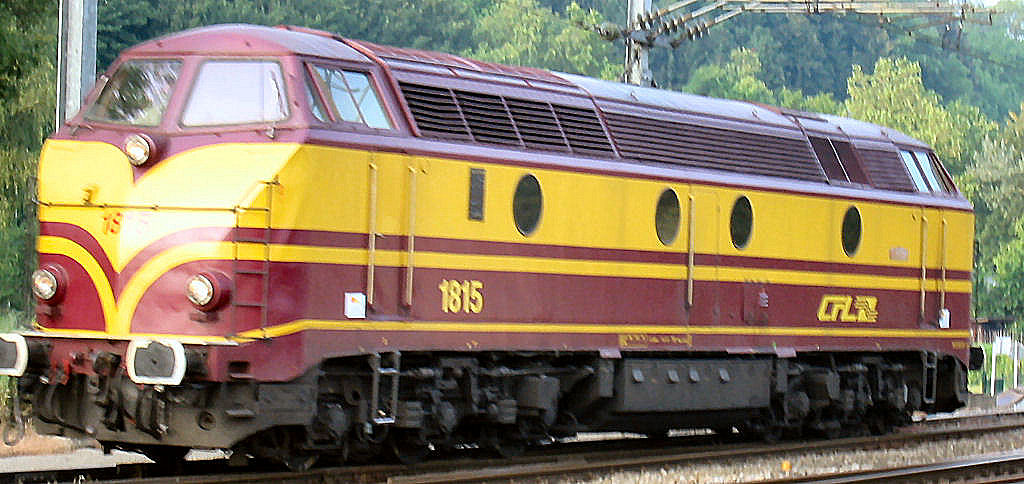
La 1815 dans sa livrée bordeaux et jaune
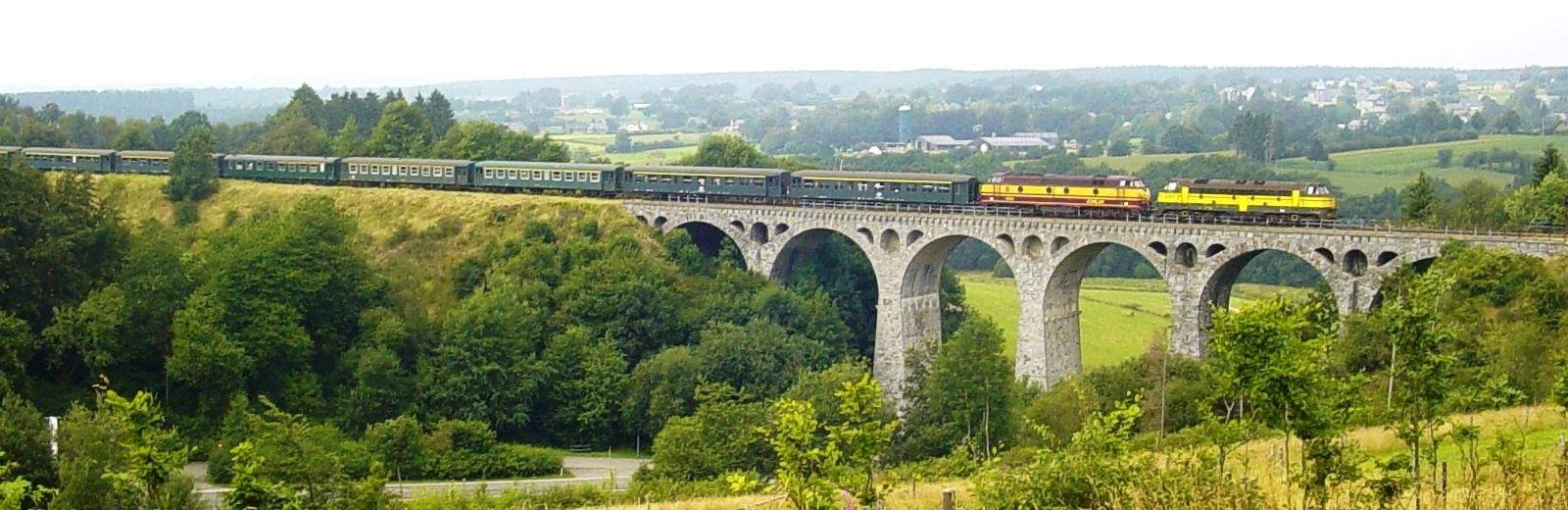
La 1805 bordeaux (CFL) et la 5307 verte (SNCB) sur le pont de Vennquerbahn aux abords de Bütgenbach en Belgique.

### Numérotation

#### SNCB
Toutes étaient initialement numérotées 205.001 à 205.042. En 1971, elles furent renumérotées 5501 à 5542. Il n’y eut jamais de 5516 car la 205.016 fut radiée après un grave accident à Sclaigneaux en 1969.
À partir des années 1990, les locomotives qui avaient perdu leur installation de chauffage pour trains de voyageurs reçurent un point (surnommé "boule") devant leur matricule pour les distinguer de celles encore équipées.

#### CFL
Les 20 exemplaires furent numérotés 1801 à 1820.

## Modélisme
Cette locomotive a été modélisée par B-Models depuis 2011 à l'échelle HO. Parmi les numéros modélisés, on peut citer la 5515 en livrée bleue et sonorisée. Ainsi que les 5509, 5514, 5511, 5506 ou encore 5537 dans leur livrée jaune et verte.